# Гермафина
Гермафина (также Герматена — от англ. Hermathena) — совместное изображение греческих мифологических богов Гермеса и Афины (иногда подобно двуликому богу Янусу).

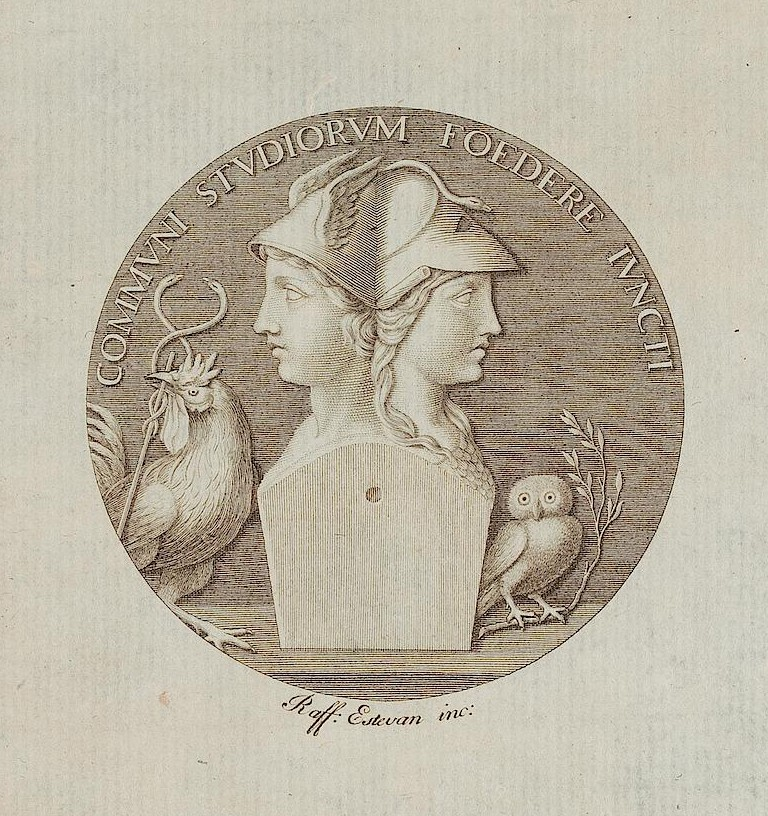
Гермафина − Гермес и Афина

Нет ничего необычного в изображениях этих двух древнегреческих божеств, объединённых в одну форму: Гермес был богом удачи и красноречия, Афина — богиней ремёсел и мудрости. Так, на оборотной стороне медали римского императора Адриана, гордившегося своей ученостью и красноречием, была изображена Гермафина.
В ранней греческой поэзии и мифологии Гермес и Афина поддерживают и удваивают возможности друг друга. Гермес и Афина — единокровные брат и сестра, потому что Зевс был их общим отцом.
Гермафина одной из первых размещалась на гермах. Впоследствии на них стали помещать и других сдвоенных богов и героев; в таких случаях гермы получали специальные названия — Гермеракл (Гермес и Геракл), Гермарес (Гермес и Арес) и другие.

## В искусстве
Для элиты римского периода было обычным делом собирать гермы в качестве садовых и внутренних украшений для своих вилл и дворцов. Возможно, считалось также, что статуя Гермафины может привлекать божественное вдохновение. Одна из немногих сохранившихся Гермафин выставлена в Национальном археологическом музее Неаполя.
В эпоху Возрождения многие художники, в их числе Питер Рубенс и Винченцо Картари, изображали Гермафину в своих работах. На потолке виллы Фарнезе находится фреска Гермафины XVI века под названием Gabinetto dell’Ermatena работы Федерико Цуккаро. Также фреска Гермафины есть в Палаццо Вентури в Сиене.
Единственный литературный источник, упоминающий Гермафину, — письма Цицерона к Титу Аттику.
Итальянский гуманист Ахилл Бокки в 1546 году построил Палаццо Бокки, в котором позже основал Академию «Гермафина».

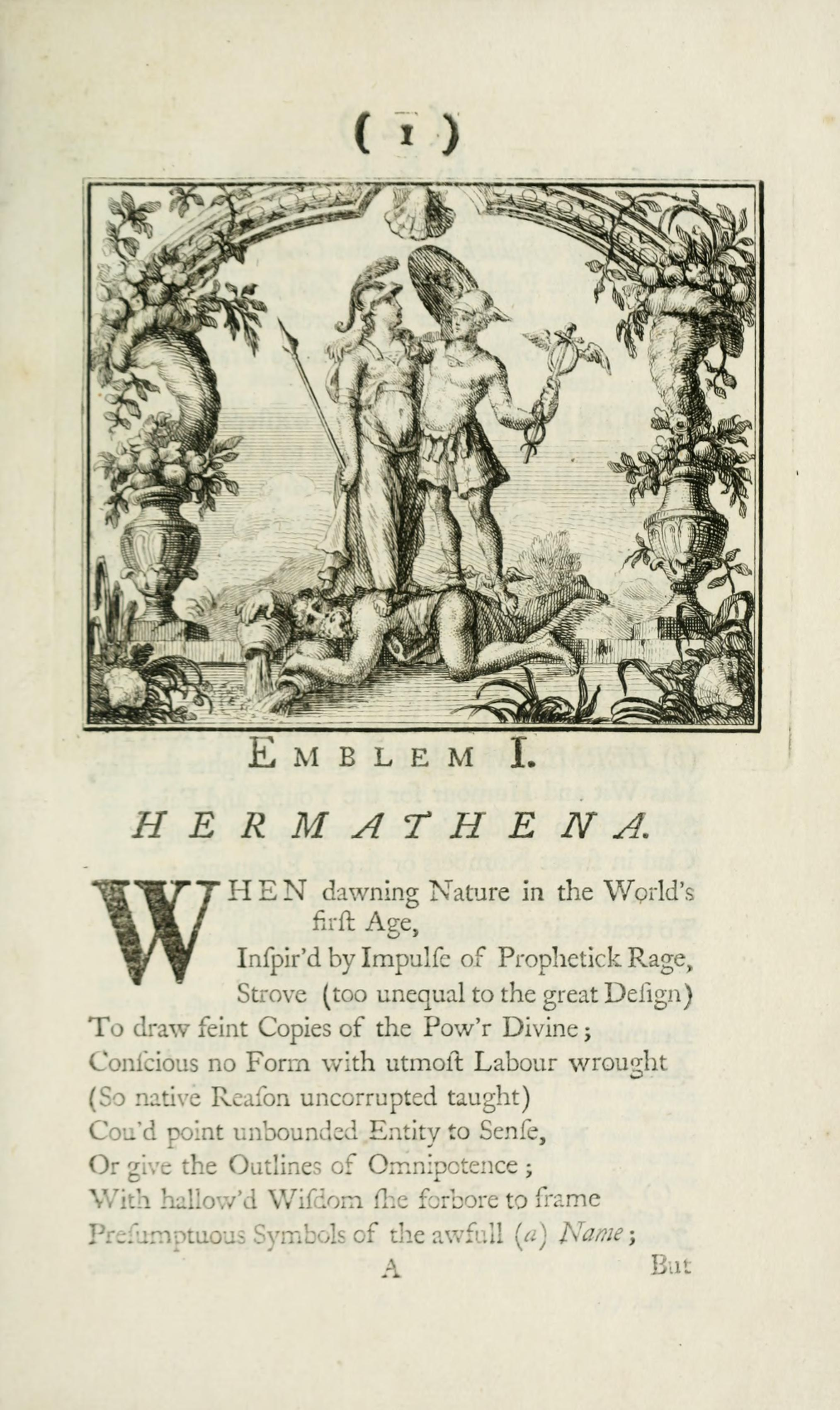
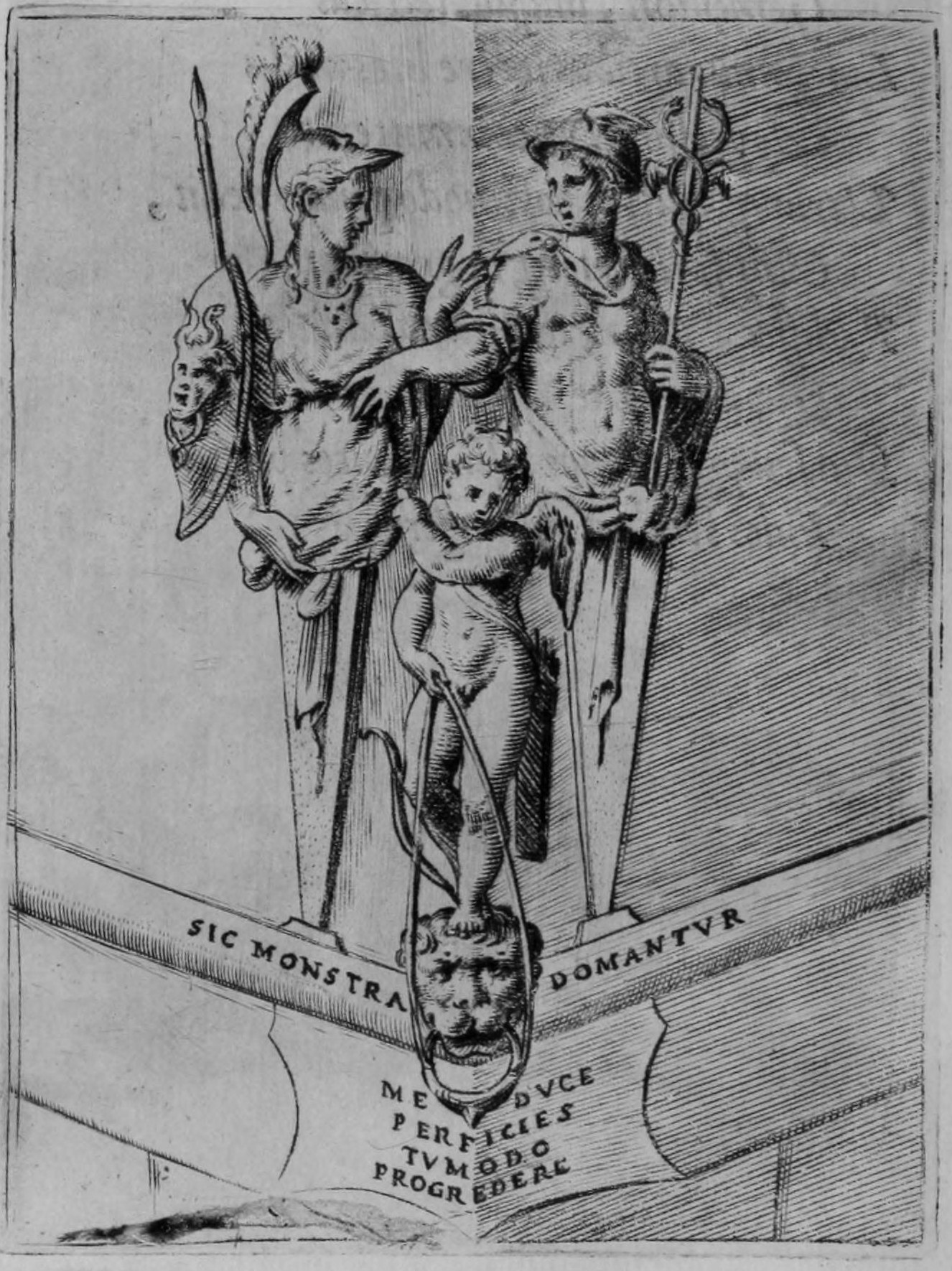
Гермафина Ахилла Бокки на гравюре Джулио Бонасоне
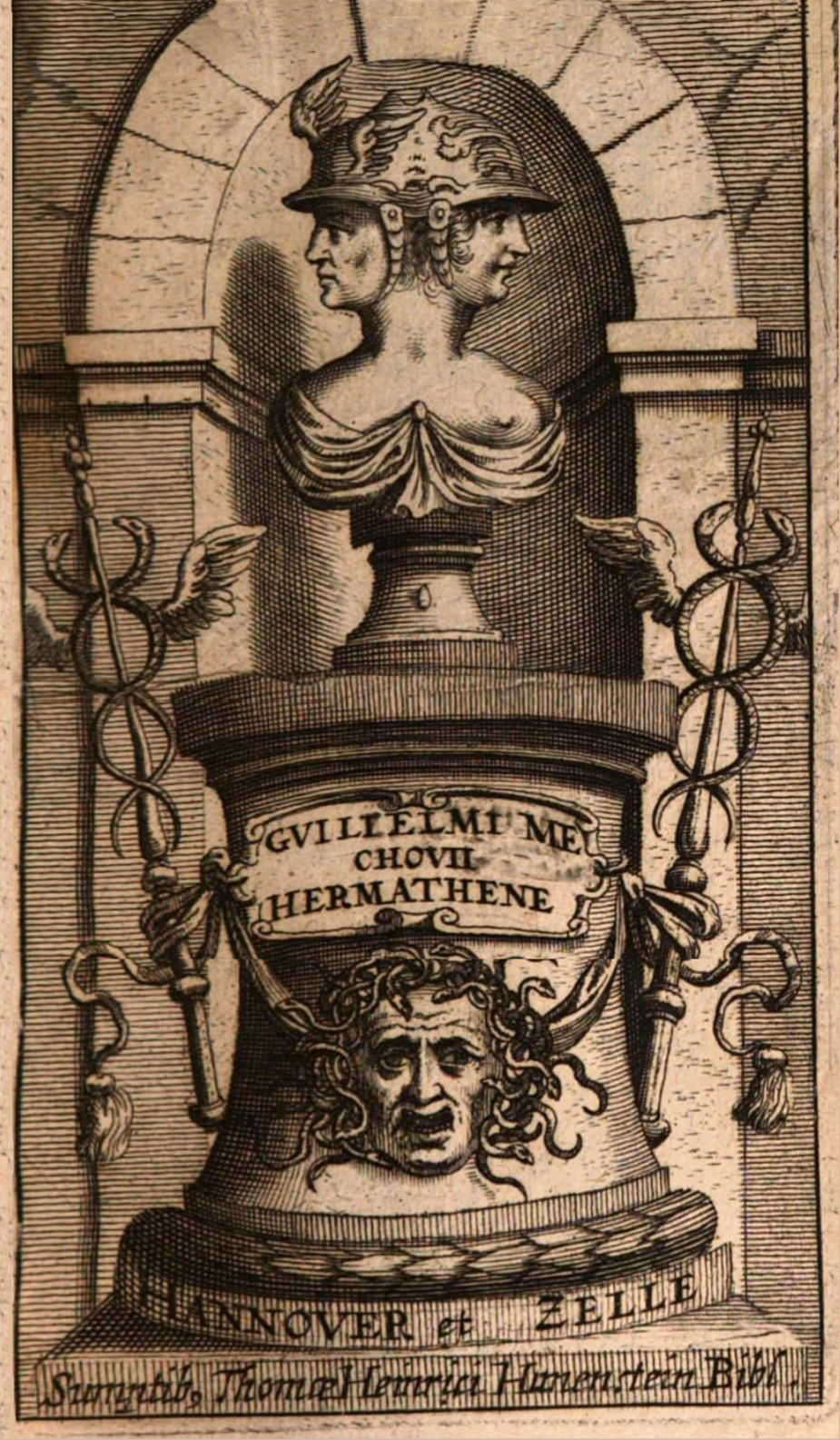